# Liar Game
Liar Game (ライアーゲーム, Raiā Gēmu) est un manga de Shinobu Kaitani. Il est prépublié entre février 2005 et janvier 2015 dans le magazine Young Jump et a été compilé en un total de dix-neuf tomes. La version française est publiée depuis juillet 2010 aux éditions Tonkam, et les dix-neuf tomes sont sortis au 2 décembre 2015.
Il a été adapté en drama japonais de deux saisons, diffusé entre avril 2007 et juin 2007, puis entre novembre 2009 et janvier 2010 sur Fuji TV. Une première saison adapté en drama coréen (라이어 게임) a été diffusée du 20 octobre 2014 au 25 novembre 2014 sur tvN. Une adaptation cinématographique nommée Liar Game: The Final Stage est ensuite sortie en mars 2010. Un second film nommé Liar Game: Reborn est sorti en mars 2012, suivi par une série dérivée de quatre épisodes nommée Alice in Liar Game.

## Synopsis
Nao Kanzaki, une fille fort naïve, reçoit un jour un colis comportant la somme de cent millions de yen, accompagnée d'une carte expliquant qu'elle a été choisie pour prendre part au Liar Game (jeu du menteur). Le but de ce jeu est d’accaparer la part des autres joueurs, par tous les moyens possibles. À la fin, le gagnant reçoit l'argent qu’il a volé aux autres joueurs tandis que ceux-ci se retrouvent endettés de cette somme. Horrifiée, Nao fait appel à un avocat, mais celui-ci lui répond à juste titre que le jeu est tout à fait légal. Son premier adversaire s'avère être un de ses anciens professeurs de collège. Il lui propose alors de mettre l'argent en lieu sûr, mais ce n'est qu'un subterfuge pour lui subtiliser ses 100 millions. Désespérée, Nao rappelle l'avocat, qui lui confie qu'un escroc va être libéré dans peu de temps : Shin'ichi Akiyama. Elle lui rend visite à sa sortie de prison pour lui demander de l'aide.
Par la suite, Nao s'engage dans le Liar Game, dans le but de le démanteler. Chaque partie possède ses règles propres, à base de probabilités, de statistique et de psychologie des différents joueurs. L'honnêteté et la détermination de Nao à changer les règles du jeu (que tous ressortent gagnants, sans gain, au lieu qu'il n'y ait qu'un gagnant et plusieurs perdants), mêlées à l'expertise psychologique et scientifique de Akiyama, vont les faire progresser au fil des épreuves, rencontrant autant d'alliés que de redoutables adversaires.

## Personnages
Nao Kanzaki (神崎 直, Kanzaki Nao)
Nao est une jeune fille très naïve. Sa mère est décédée lorsqu'elle avait un an et son père a un cancer en phase terminale.
Shinichi Akiyama (秋山 深一, Akiyama Shin'ichi)
Shinichi est un jeune garçon très intelligent qui s'est retrouvé en prison pour avoir escroqué une société. À sa sortie, Kanzaki le sollicite pour arnaquer son adversaire. On apprend plus tard les raisons de son comportement assez froid, ainsi que celles pour lesquelles il aide Kanzaki.

## Manga
La prépublication a débuté le 17 février 2005 dans le magazine Young Jump de l'éditeur Shūeisha. Le premier volume relié est sorti le 16 septembre 2005. La série a connu une pause d'un an et demi entre 2010 et 2011,, puis entre 2013 et 2014 avant de revenir pour le dernier arc de la série,. Le dernier chapitre parait le 22 janvier 2015. Un one shot intitulé Liar Game: Roots of A est sorti le 18 juillet 2008.
La version française est éditée par Tonkam. Le one shot Roots of A est sorti le 17 août 2011. En Italie, la série est éditée par Planeta DeAgostini.

### Liste des volumes
| no | Japonais          | Japonais          | Français          | Français          |
| no | Date de sortie    | ISBN              | Date de sortie    | ISBN              |
| -- | ----------------- | ----------------- | ----------------- | ----------------- |
| 1  | 16 septembre 2005 | 4-08-876855-8     | 30 juin 2010      | 978-2-7595-0369-8 |
| 2  | 19 janvier 2006   | 4-08-877024-2     | 18 août 2010      | 978-2-7595-0370-4 |
| 3  | 19 octobre 2006   | 4-08-877151-6     | 3 novembre 2010   | 978-2-7595-0371-1 |
| 4  | 18 mai 2007       | 978-4-08-877273-8 | 1er décembre 2010 | 978-2-7595-0372-8 |
| 5  | 19 septembre 2007 | 978-4-08-877328-5 | 2 février 2011    | 978-2-7595-0373-5 |
| 6  | 19 décembre 2007  | 978-4-08-877369-8 | 6 avril 2011      | 978-2-7595-0374-2 |
| 7  | 19 septembre 2008 | 978-4-08-877509-8 | 22 juin 2011      | 978-2-7595-0375-9 |
| 8  | 19 janvier 2009   | 978-4-08-877581-4 | 12 octobre 2011   | 978-2-7595-0376-6 |
| 9  | 19 août 2009      | 978-4-08-877703-0 | 2 novembre 2011   | 978-2-7595-0616-3 |
| 10 | 4 novembre 2009   | 978-4-08-877769-6 | 8 février 2012    | 978-2-7595-0617-0 |
| 11 | 19 février 2010   | 978-4-08-877805-1 | 11 avril 2012     | 978-2-7595-0618-7 |
| 12 | 19 mai 2010       | 978-4-08-877851-8 | 29 août 2012      | 978-2-7595-0619-4 |
| 13 | 17 septembre 2010 | 978-4-08-879026-8 | 21 novembre 2012  | 978-2-7595-0620-0 |
| 14 | 24 février 2012   | 978-4-08-879224-8 | 19 février 2013   | 978-2-7595-0803-7 |
| 15 | 19 novembre 2012  | 978-4-08-879475-4 | 2 avril 2013      | 978-2-7595-1054-2 |
| 16 | 17 mai 2013       | 978-4-08-879547-8 | 13 novembre 2013  | 978-2-7595-1055-9 |
| 17 | 19 septembre 2014 | 978-4-08-890013-1 | 25 mars 2015      | 978-2-7560-5539-8 |
| 18 | 19 décembre 2014  | 978-4-08-890062-9 | 26 août 2015      | 978-2-7560-5540-4 |
| 19 | 17 avril 2015     | 978-4-08-890144-2 | 2 décembre 2015   | 978-2-7560-7574-7 |

## Adaptations

### Drama
Une adaptation en drama japonais a été produite en 2007. La diffusion a commencé au Japon le 14 avril 2007 sur Fuji TV. Il met en scène Erika Toda dans le rôle de Nao Kanzaki et Shota Matsuda dans le rôle de Shinichi Akiyama. La première saison de Liar Game comporte 11 épisodes. Le drama a eu le 2e plus grand score de satisfaction, pour la saison, dans un sondage Oricon.
Une adaptation en drama coréen a été produite en 2014. La diffusion a commencé en Corée le 20 octobre 2014 sur tvN. Il met en scène Kim So-Eun dans le rôle de Nam Da-Jung et Lee Sang-Yoon dans le rôle de Cha Woo-Jin. À ce jour ce drama ne comporte qu'une saison de 12 épisodes mais l'éventualité d'une prochaine saison n'est pas pour autant écartée.
Une seconde saison a été annoncée en avril 2009. Elle été diffusée en novembre 2009. Après la première saison Nao Kanzaki (Erika Toda) et Shinichi Akiyama (Shota Matsuda) retournent dans leur routine quotidienne jusqu’à ce que Nao reçoive une invitation du LGT pour continuer le Liar Game. Une préquelle intitulée Liar Game Episode 0 a été diffusée peu avant le début de cette seconde saison.
Dans les pays francophones, la série est diffusée par Crunchyroll,.

### Film en prise de vues réelles
La production d'un film en prise de vues réelles a été annoncée en même temps que la seconde saison du drama. Intitulé Liar Game: The Final Stage, il est sorti dans les cinémas japonais le 6 mars 2010,. Le premier week-end d'exploitation, le film s'est classé 2e du box-office japonais.
Un second film live a été annoncé en octobre 2011. Intitulé Liar Game: Reborn, il est sorti le 3 mars 2012. Tout comme son prédécesseur, le film a débuté à la seconde place du box-office japonais la première semaine d'exploitation. Une série dérivée de quatre épisodes intitulée Alice in Liar Game a été diffusée du 5 au 7 mars 2012, juste après la sortie du film.

## Produits dérivés
Chaque adaptation live a été adaptée en livre,,,.